# Salto Ángel
Pour les articles homonymes, voir Angel Falls et Angel.
Le Salto Ángel ou Kerepakupai Vená (signifiant « cascade du lieu le plus profond » en langue arekuna) est la chute d'eau avec le plus grand saut du monde, soit une hauteur et un saut de 807 m. Sur le cours du rio Kerep, rivière appartenant au bassin versant de l'Orénoque, cette chute se situe dans la municipalité de Gran Sabana à environ 300 km au sud-ouest de Ciudad Bolívar, capitale de l'État de Bolívar au Venezuela. La chute est nommée d'après Jimmy Angel, aviateur américain qui le premier survola le site en 1933.

## Situation géographique
Le Salto Ángel est un accident du lit du rio Kerep, petit cours d'eau né sur le plateau de l'Auyan Tepuy (« montagne du Diable » en langue arekuna, « montana del Infierno » en espagnol). L'Auyan Tepuy, un des plus hauts et des plus célèbres tepuys (reliefs au sommet plat bordés par d’immenses falaises), est situé dans le secteur occidental du parc national Canaima, qui a été déclaré patrimoine mondial par l'UNESCO en 1994.
C'est du haut de ce relief que s'élance le rio Kerep, réalisant un premier et unique saut de 807 m (maximum mondial de chute en une seule étape).
Au bas de la chute, le cours d'eau rejoint le rio Churun puis le rio Carrao, petit sous-affluent de l'Orénoque par le Caroní.

## Controverse sur la hauteur
Contrairement à la croyance populaire, la hauteur du Salto Angel n'est probablement pas de 979 m en raison d'inexactitude lors de la prise des mesures de sa hauteur.
La chute a été étudiée et mesurée pour la première fois lors d'une expédition, en 1949, par le journaliste américain Ruth Robertson, qui détermina que sa hauteur était de 979 m (3 212 pieds). Il est fort probable que cette donnée soit erronée.
En effet, le chiffre cité de 979 m correspond presque exactement à la différence d'altitude entre le sommet des chutes et le confluent du Rio Gauja et du Río Churún, qui se trouve à environ 2 km de la base du plateau de l'Auyan Tepui et à 1,6 km en aval du dernier segment du Rio Gauja qui pourrait être considéré comme une chute d'eau.
L'altitude du départ du Salto Angel est souvent donnée comme étant de 1 500 m, à partir de laquelle les chutes plongent à la verticale de 807 m, puis continuent à couler en cascade sur environ 0,4 km avec une perte d'altitude relativement faible, avant une chute finale de 30 m sous les rapides de Talus, près du célèbre point de vue connu sous le nom de Mirador Laime. Ensuite, le Rio Gauja s'écoule avec très peu de perte d'altitude, sans rien qui ressemble à une chute d'eau ou même à une cascade, avant de se jeter dans le Río Churún. Cependant, l'altitude du Mirador Laime est généralement indiquée comme étant d'environ 700 m, ce qui laisse supposer que les chutes du Salto Ángel n'ont qu'une hauteur totale d'environ 800 m (à peu près la hauteur de la première chute).

## Nom et exploration du site
Le Salto Angel doit son nom à Jimmy Angel, l'aviateur américain qui l'aperçut en 1933 alors qu'il prospectait des filons d'or. Il revint en 1937 et posa son avion sur le plateau : l'avion, un Metal Aircraft Corporation G-2-W Flamingo baptisé El Rio Caroni, s'enlisa et resta 33 ans au sommet du tepuy. Restauré au musée de l'aviation de Maracay, il est maintenant exposé sur l'aéroport de Ciudad Bolívar. Jimmy Angel et ses compagnons, eux, mirent onze jours à revenir à la « civilisation ». Une réplique de l'avion a été placée au sommet du tepuy.
Cependant, les indiens Pemóns connaissaient le site bien avant et l'avaient baptisé Kerepakupai merú. Il est aussi parfois appelé Churun merú, à tort car ce nom désigne une autre chute du parc. Il aurait également été découvert en 1910 par un explorateur vénézuélien, Ernesto Sánchez La Cruz, mais Jimmy Angel a bien été le premier à le faire connaître au grand public.
Le premier occidental à atteindre le cours d'eau qui alimente les chutes a été l'explorateur letton Aleksandrs Laime, qui réalisa l'ascension de l’Auyan Tepuy en 1955. Au cours du même voyage, il localisa l'épave de l'avion de Jimmy Angel, retrouvée ainsi 18 ans après l'accident. Laime est aussi le premier à avoir ouvert un accès aux chutes à partir du rio Churun. Le sentier est aujourd'hui emprunté par les nombreux touristes qui visitent le site.
La hauteur officielle des chutes a été déterminée lors d'une mission d'exploration de la National Geographic Society conduite par la journaliste américaine Ruth Robertson en 1949.

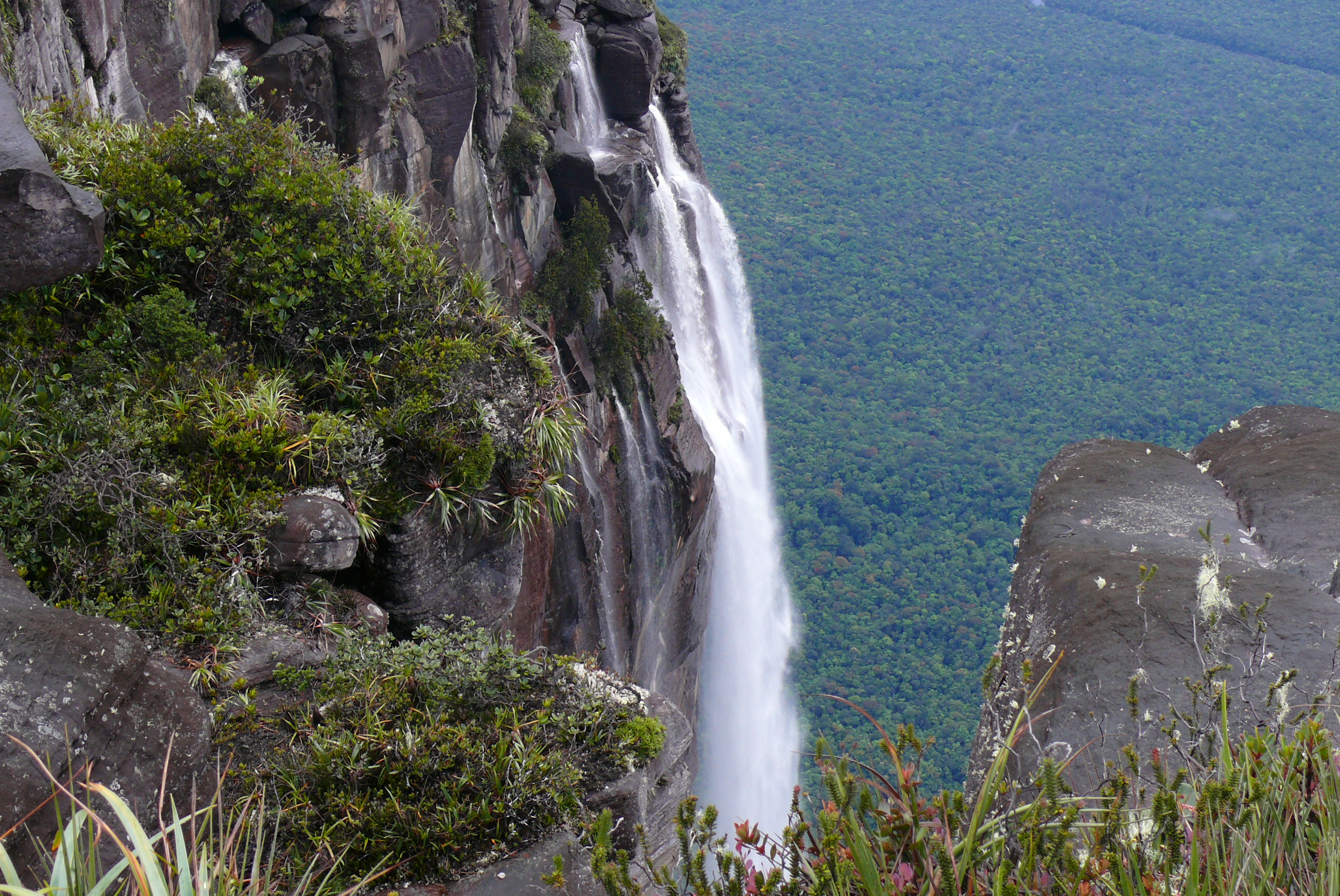
Vue du début des chutes depuis le rebord de l'Auyan Tepuy.
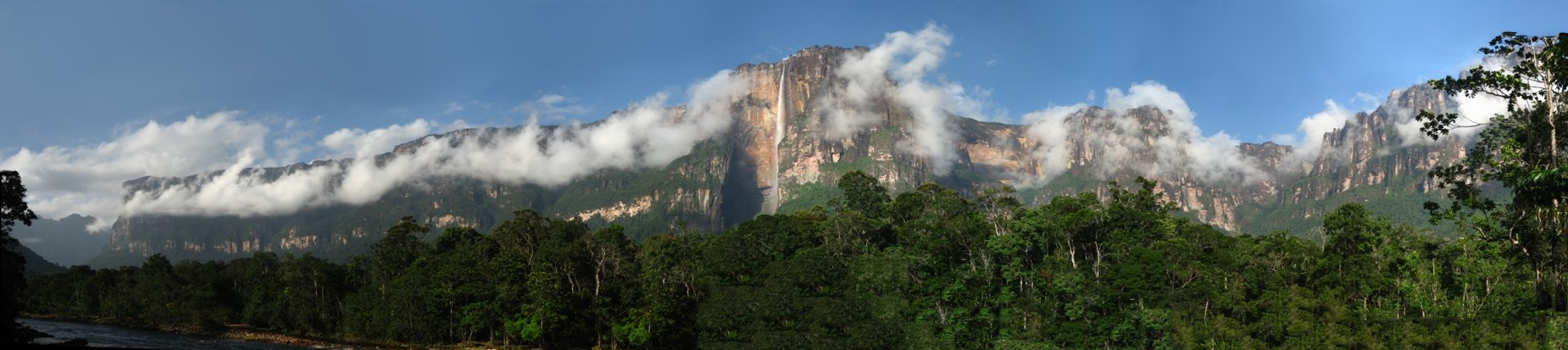
Panorama de l'Auyan Tepuy et de Salto Angel depuis le rio Churun.
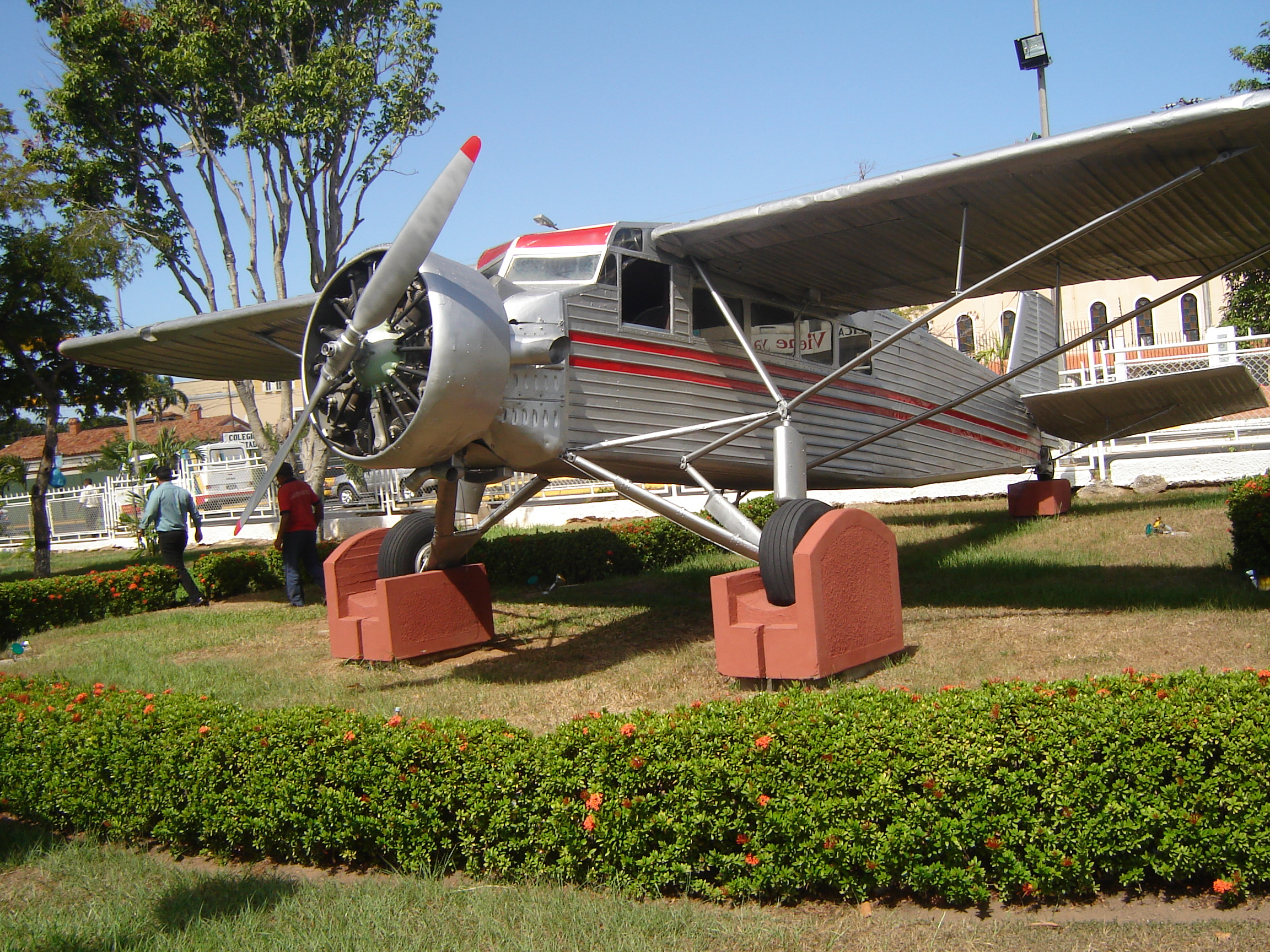
L’avion original de Jimmy Angel, sur la pelouse de l’aéroport de Ciudad Bolívar, Venezuela.

## Exploits
Les 1er et 2 mars 1988, le funambule Michel Menin marche sur un câble tendu au-dessus du Salto Ángel avec 1 008 mètres de vide sous ses pieds.
Cette performance constitue toujours le record du monde de hauteur sur site naturel.

## Cinéma
Le film américain Point Break (2015) y a été tourné en partie.
Le lieu a inspiré les créateurs de Disney Pixar pour le film Là-haut dans lequel il est nommé « Chutes du Paradis ».
La chute d'eau apparaît dans plusieurs séquences du film Le Jaguar de Francis Veber.

## Télévision
Lors du tournage d'un épisode de l'émission Ushuaïa, le Français Jean-Marc Boivin se blesse mortellement à l'atterrissage d'un saut en base-jump depuis le sommet de la chute, le 17 février 1990.
Le parcours du 4e épisode de l'émission À l'État sauvage sur M6 avec Mike Horn et Christophe Dechavanne passe au pied de la cascade (2017).